# Edward Poynter
Edward John Poynter (20 mars 1836 – 26 juillet 1919), 1er baronnet, est un peintre britannique.

## Biographie
Fils de l'architecte Ambrose Poynter, il est né à Paris. Il a commencé ses études au Brighton College avant de les poursuivre à Londres, à Rome (où il devint un admirateur de Michel-Ange) et avec Charles Gleyre à Paris (où il rencontra James McNeill Whistler). 
Il est célèbre pour ses grands tableaux historiques, comme Israel en Égypte (1867), Visite de la Reine de Saba (1871-1875) et Le roi Salomon (1890) et a exposé à l'exposition annuelle du Royal Glasgow Institute of the Fine Arts.
Poynter a occupé plusieurs postes officiels : il fut le premier Slade Professor de 1871 à 1875, fut principal de la National Art Training School de 1875 à 1881, directeur de la National Gallery de 1894 à 1904 (supervisant l'ouverture de la Tate Gallery), et devint membre de la Royal Academy en 1876. 
À la mort de Sir John Millais en 1896, Edward lui succéda comme Président de la Royal Academy et fut anobli la même année. Il fut fait baronnet en 1902.
Poynter a épousé Agnes Macdonald dont la sœur Georgiana était la femme d'Edward Burne-Jones.

## Galerie

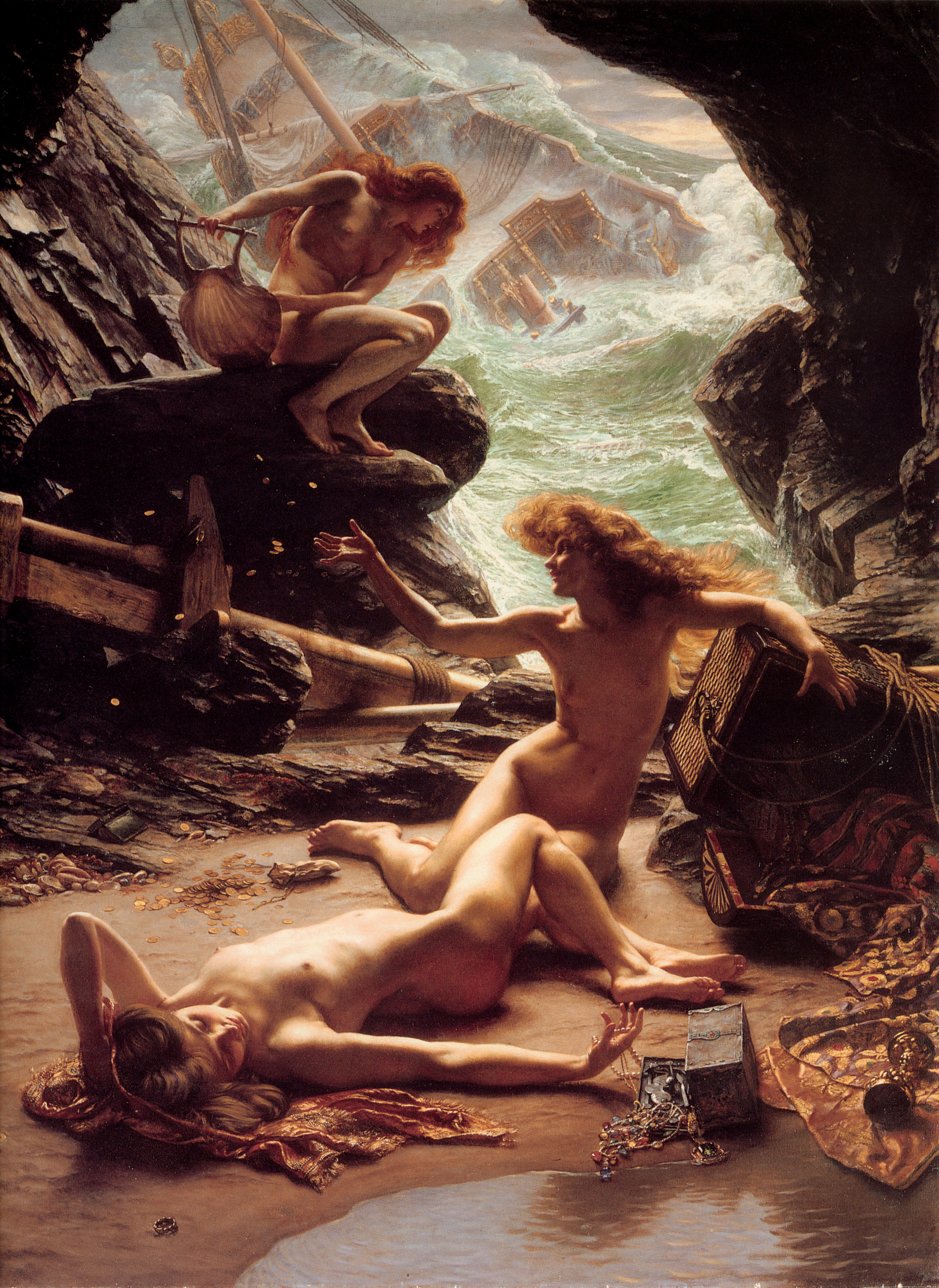
La grotte des nymphes de la tempête (1903).
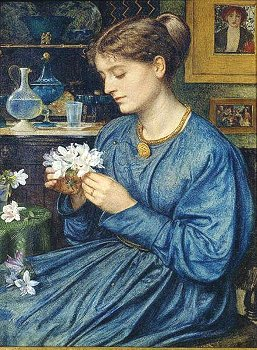
Portrait de sa femme Agnès.
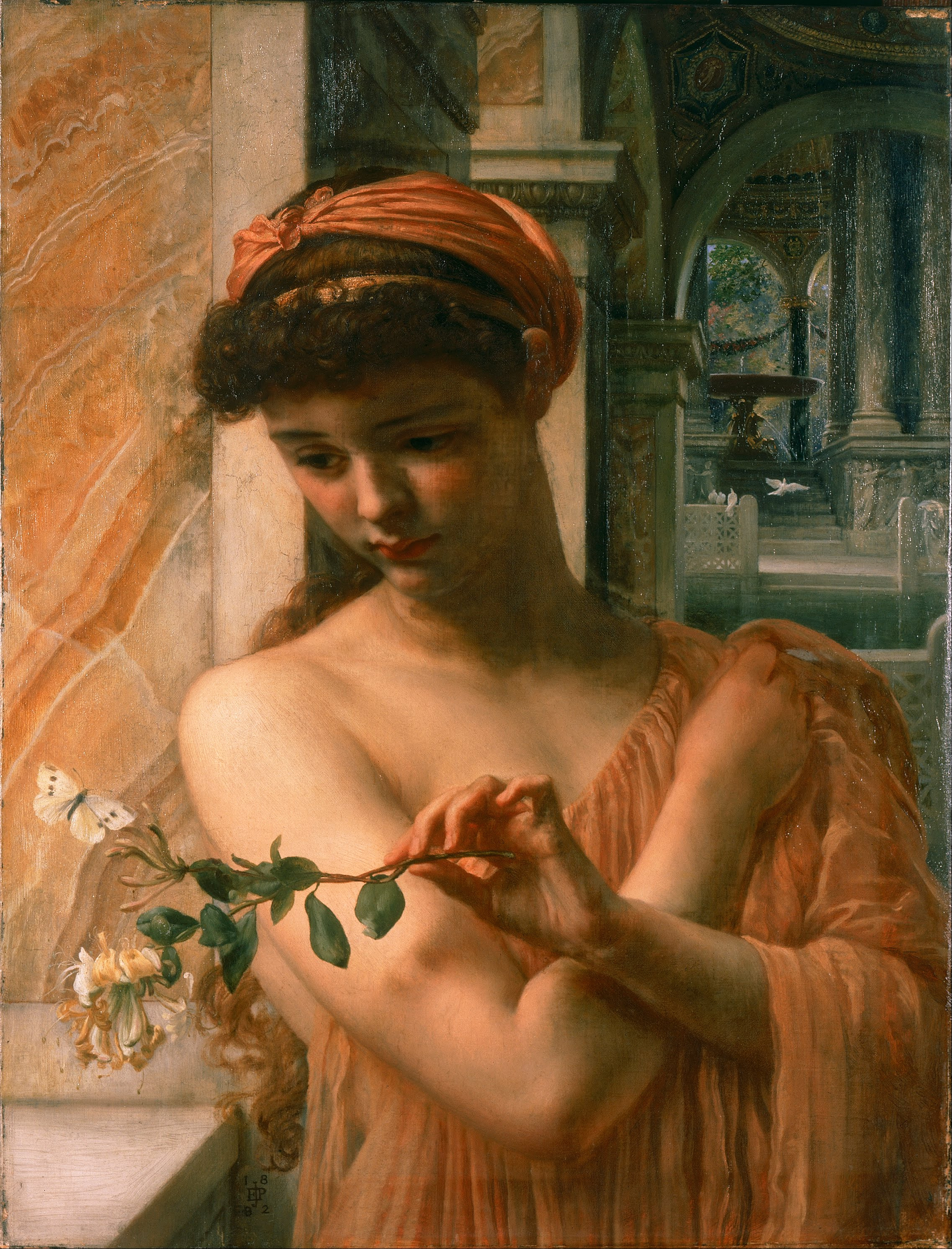
Psyché au Temple de l'Amour.
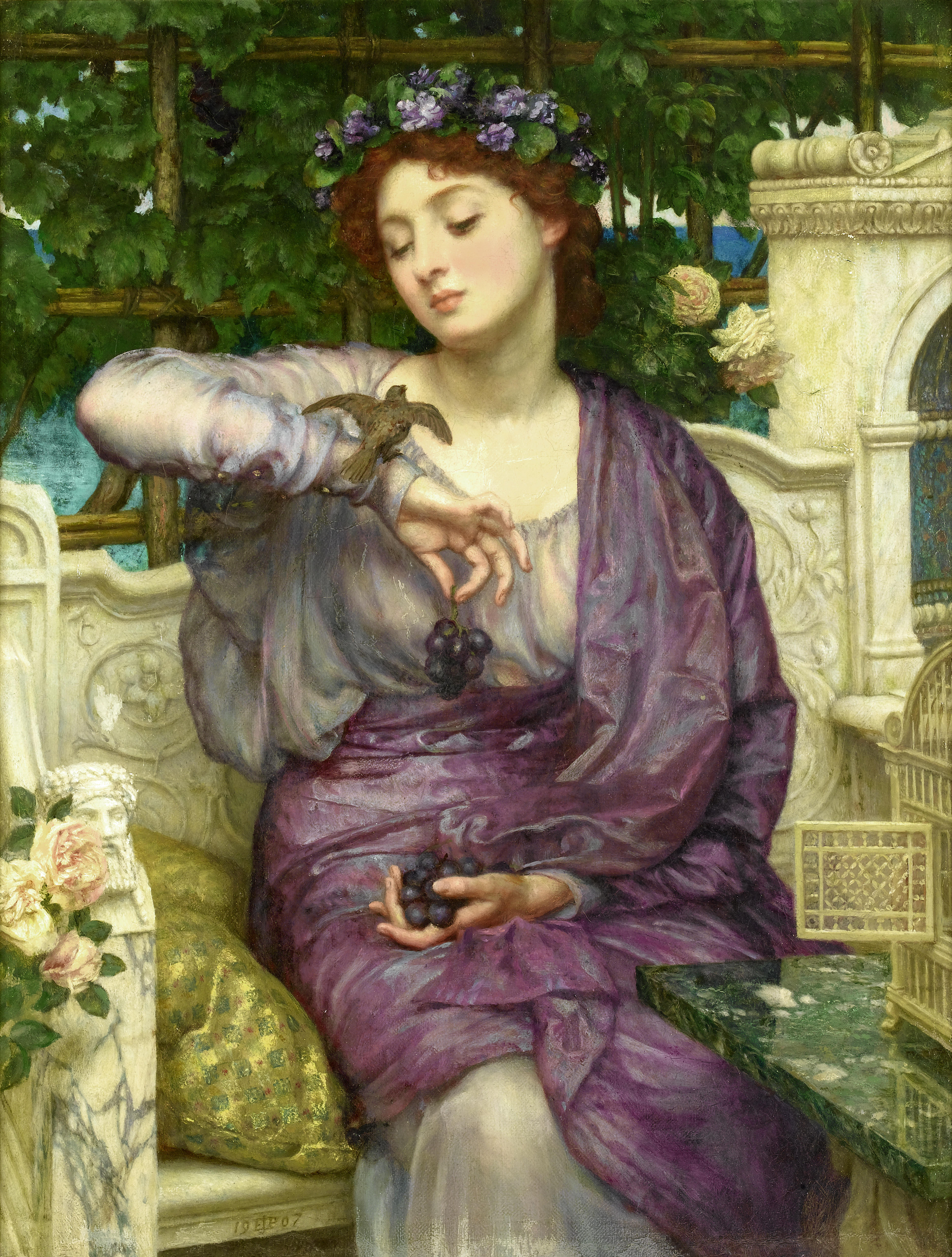
Lesbia et son moineau (1907).
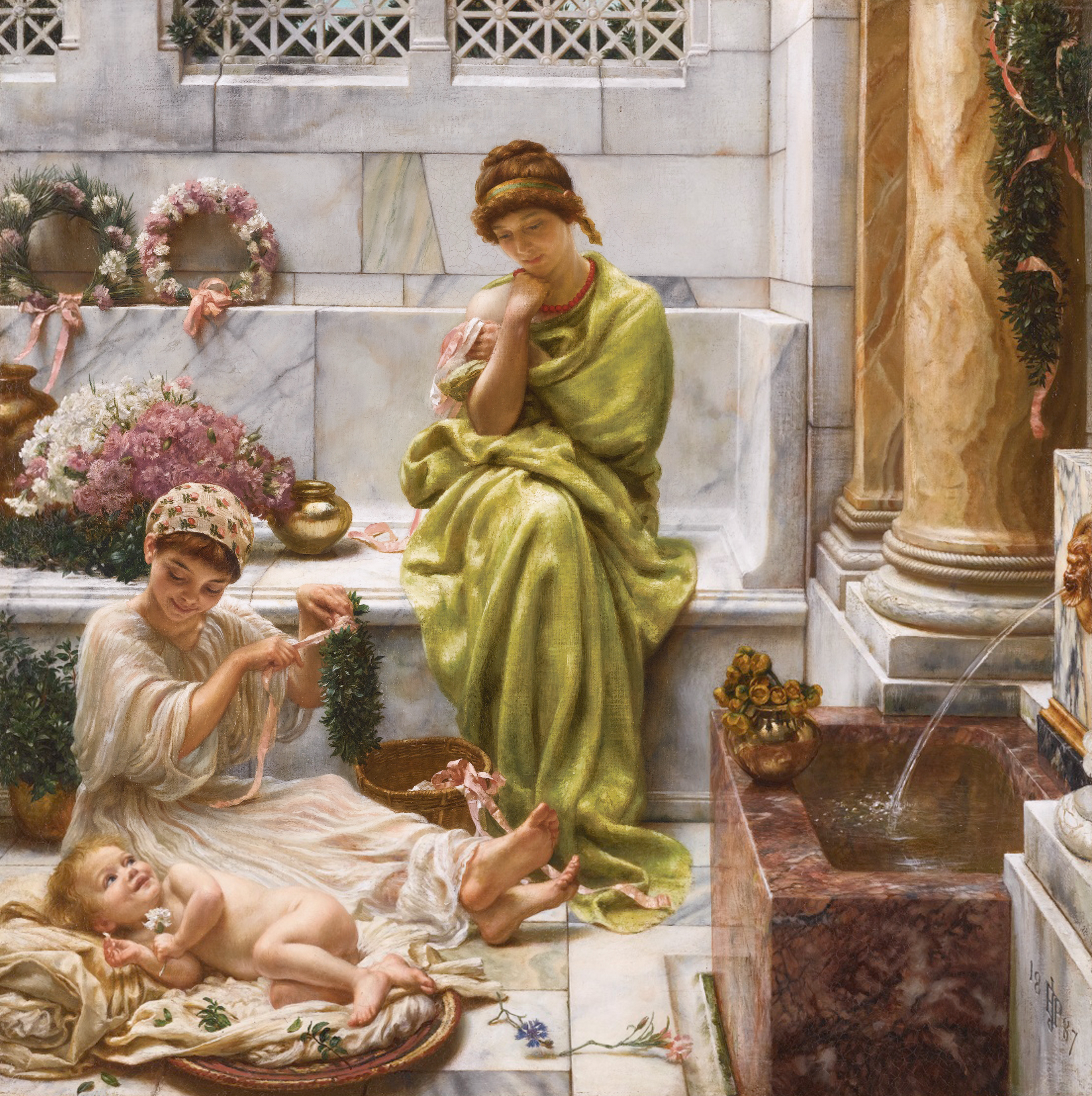
Au coin du marché (1887).